# Manfredi Beninati

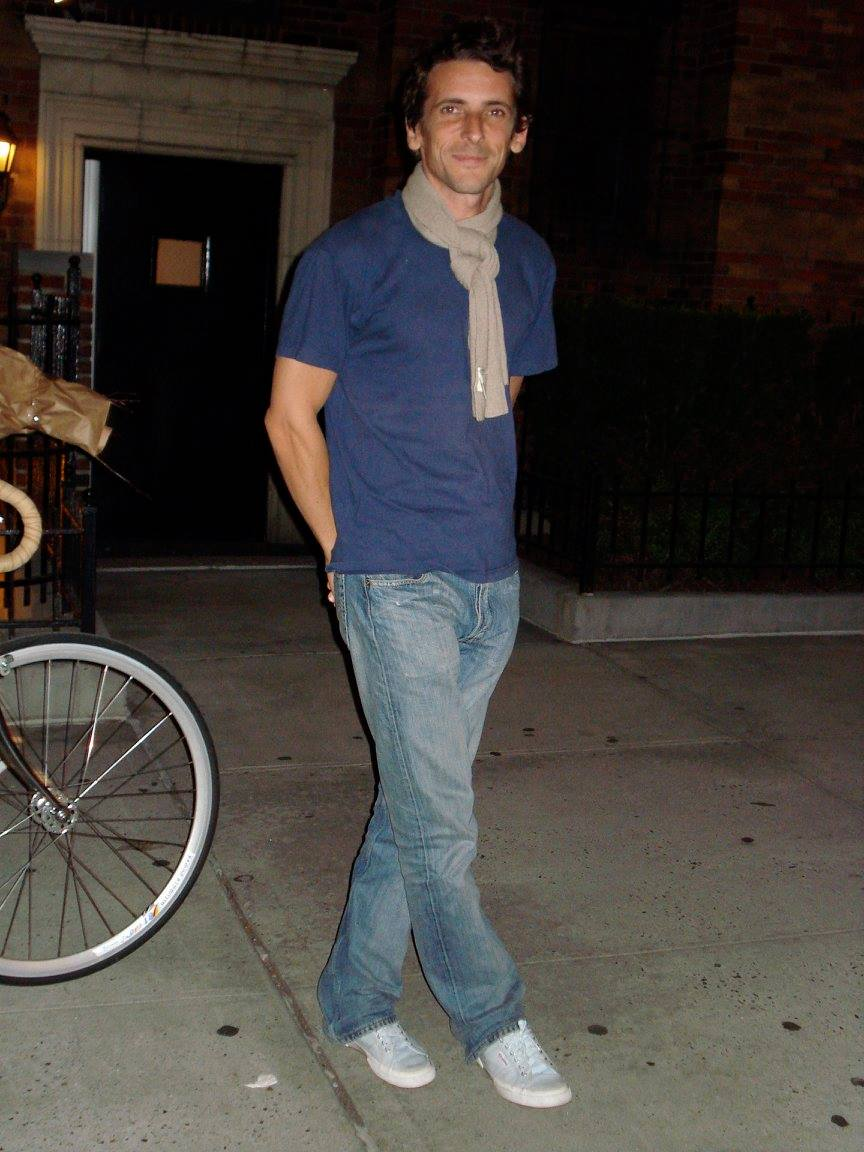
Manfredi Beninati in Chelsea, NY (2008)

Manfredi Beninati (* 1970 in Palermo) ist ein italienischer Künstler. Als zeitgenössischer figurativer Maler, umfassen seine Werke auch Installationen, Zeichnungen, Skulpturen und Collagen.

## Werdegang
Beninati begann zunächst ein Jurastudium an der Universität von Palermo und wechselte dann Anfang der 1990er Jahre zu Filmkursen, während er als Regieassistent in der italienischen Filmindustrie arbeitete. Nachdem er sowohl sein Jura- als auch sein Filmstudium abgebrochen und mit bekannten italienischen Regisseuren zusammengearbeitet hatte, begann Manfredi Beninati als Künstler zu arbeiten. Er verbrachte einige Zeit in Spanien und England und begann 2002, als er nach Italien zurückkehrte, Skulpturen und figurative Gemälde zu schaffen, die direkt auf reale oder imaginäre Kindheitserinnerungen zurückgehen. Beninatis Kunst wurde international in Einzel- und Gruppenausstellungen gezeigt. Er hat sein Land bei der Biennale in Venedig 2005 und 2009 vertreten.
Im Jahr 1994 zog er nach London, wo er als bildender Künstler zu arbeiten begann. Im Jahr 2005 wurde er als einer von vier Künstlern ausgewählt, sein Land auf der 51. Biennale von Venedig zu vertreten, wo er den Publikumspreis für den italienischen Pavillon erhielt. Im Jahr 2006 erhielt er im Rahmen des Rom-Preises ein Stipendium an der American Academy in Rom. Derzeit lebt und arbeitet er in Palermo, Rom und Los Angeles, wo er zusammen mit seiner Frau Milena Muzquiz (von Los Super Elegantes) eine experimentelle Theatergruppe gegründet hat. Er wird von der James Cohan Gallery in New York, Tomio Koyama in Tokio und der Galleria Lorcan O’Neill in Rom vertreten.
Im Jahr 2014 hatte Beninati eine Einzelausstellung mit dem Titel Nature is a Theatre im Inside-Out Art Museum in Peking und 2016 widmete das Museo Civico in Castelbuono (Italien) eine anthologische Retrospektive, die die ersten fünfzehn Jahre von Beninatis Arbeit abdeckt.
Beninati ist auch ein Förderer des italienischen Kulturerbes, der über eine von ihm und seiner Mutter zum Gedenken an seinen jüngeren Bruder Flavio gegründete Stiftung Ausstellungen, Workshops und Seminare organisiert und Publikationen über italienische Talente herausgibt. Zu den jüngsten Projekten, die er kuratiert hat, gehören eine Reihe von Vorträgen über italienisches Design und ein Workshop über die Architekturikone Aldo Rossi, der vom amerikanischen Architekten Thomas Tsang in Hongkong und Palermo veranstaltet wurde.

## Ausstellungen
- 2014 Manfredi Beninati, Joyce Gallery, Hongkong
- 2014 Manfredi Beninati. Nature is a theater, Inside-Out Miniature Museum, Peking, Volksrepublik China
- 2013 Manfredi Beninati. Il sei novembre del duemilatrentanove, Galleria Lorcan O’Neill, Rom, Italien
- 2012 9. Shanghai Biennale, Shanghai, China
- 2012 2. Mardin Bienali, Mardin, Türkei
- 2011 When in Rome, IIC Los Angeles und Hammer Museum, Los Angeles, USA
- 2011 Outrageous Fortune, Wanderausstellung, Focal Point Gallery / Hayward Gallery, Vereinigtes Königreich
- 2010 Argianas, Beninati, Bradley, Buchler, Hugonnier, Hulusi, White, Max Wigram Gallery, London, England
- 2011 3. Thessaloniki Biennale, Thessaloniki, Griechenland
- 2010 Manfredi Beninati. Dicembre 2039, Max Wigram Gallery, London, England
- 2009 Manfredi Beninati. Rearranging the Landscapes around, Tomio Koyama Gallery, Tokio, Japan
- 2009 Heaven, 2. Athen Biennale 2009, Athen, Griechenland
- 2009 Collaudi, Italienischen Pavillon, 53. Biennale Venedig, Venedig, Italien
- 2009 The Tree, James Cohan Gallery, Shanghai, China
- 2009 No more than a point of view, Prag Biennale, Prag, Tschechische Republik
- 2009 Escaping the dead ends, Istanbul Biennale, Istanbul, Türkei
- 2009 Obsession: Contemporary art from the Lodeveans collection, University of Leeds, Leeds, England
- 2009 Collections, December; Atsushi Fukui, Gert&Uwe Tobias, Manfredi Beninati, Masaya Yoshimura, TKG Editions Kyoto, Kyoto, Japan
- 2008 Made Up, Liverpool Biennale, Liverpool, England
- 2008 Sand: Memory, Meaning and Metaphor, Parrish Museum, Southampton (NY), USA
- 2008 15. Quadriennale di Roma, Palazzo delle Esposizioni, Rom, Italien
- 2008 Manfredi Beninati. La natura morta, Max Wigram Gallery, London, England
- 2008 Imaginary Realities ..., Max Wigram Gallery, London, England
- 2008 Dream Therapy, Kathleen Cullen Fine Arts, New York, USA
- 2008 Passed as present, York Art Gallery, York, Großbritannien
- 2007 Summer Show, James Cohan Gallery, New York, USA
- 2007 Arte italiana 1968-2007. Pittura, Königspalast, Mailand, Italien
- 2007 Open Studios, American Academy in Rome, Rom, Italien
- 2007 The end begins, The Hospital, London, England
- 2007 Detour, The Art Directors Club, New York, USA
- 2007 Manfredi Beninati. La lettera "f", American Academy in Rome, Rom, Italien
- 2007 Manfredi Beninati. Flavio and Palermo (in the summer), James Cohan Gallery, New York, USA
- 2006 Manfredi Beninati, Galeria Braga Menendez, Buenos Aires, Argentinien
- 2006 Negotiating reality, Victoria H. Myhren Gallery, University of Denver, Denver, USA
- 2006 C’era una volta un re..., Arcos Museo, Benevento, Italien
- 2006 Figuring the landscape, Contemporary Art Galleries, Storrs (Connecticut), USA
- 2005 Altmejd, Beninati, Everberg et Margolis, Galerie Ghislaine Hussenot, Paris, Frankreich
- 2005 Manfredi Beninati. New Paintings, James Cohan Gallery, New York, USA
- 2005 Venedig Pavillon, 51. Biennale Venedig, Venedig, Italien
- 2005 Manfredi Beninati. Rescued works, Galleria Lorcan O’Neill, Rom, Italien
- 2004 Between the lines, James Cohan Gallery, New York, USA
- 2004 Expander, Royal Academy of Arts, London, England
- 2003 Manfredi Beninati, Galleria Lorcan O’Neill, Rom, Italien
- 2003 Dirty Pictures, The Approach Gallery, London, England
- 2003 Quadriennale di Roma - Anteprima, Königspalast, Neapel, Italien
- 2003 Le collezioni - Recenti acquisizioni, MAXXI, Rom, Italien